# Serious Sam 3: BFE
Serious Sam 3 (nom complet Serious Sam 3 : BFE) est un jeu vidéo de tir à la première personne sorti le 22 novembre 2011 sur PC, le 23 avril 2012 sur MacOS, le 17 octobre 2012 sur Xbox 360, le 14 mai 2014 sur PlayStation 3 et pour la Nintendo Switch, Xbox One, PS4 le 17 novembre 2020,.
Il est développé par Croteam et intègre le moteur graphique Serious Engine 3.

## Histoire
L'histoire de cet opus se déroule avant le premier titre de la série, Serious Sam : Premier Contact.
L'aventure se déroule dans l'Égypte du 22e siècle pendant l'invasion de la Terre par Mental comme le suggérait l'histoire de Serious Sam : Premier contact.
Il relate les événements survenus sur Terre avant le voyage de Sam dans le passé. Avant 2060, l'humanité découvrait des artefacts et des ruines laissés par les Siriens, une race célèbre et longtemps considérée comme éteinte, originaire de la planète Sirius. Malheureusement, Mental a choisi cette époque pour tourner son attention vers la Terre. Il conquiert la Terre et élimine la presque totalité de l'humanité. Les survivants fondent leurs minces espoirs sur le Time-Lock, un artefact récemment découvert permettant à une seule personne de voyager dans le temps via un portail inter-dimensionnel. Grâce à lui, cette personne pourrait atteindre un point charnière dans le temps et modifier les événements du passé. Mais comme l'appareil est en sommeil, ils doivent d'abord découvrir un moyen de l'activer.
Sam "Serious" Stone s'engage avec une équipe pour trouver le Dr Stein, un scientifique porteur de hiéroglyphes censés contenir les instructions pour l'activer. Une fois les informations obtenues, il doit activer ce qui alimente l'artefact pour pouvoir enfin l'utiliser. Il découvre que Mental a aussi éliminé les Siriens. Sam retourne à ce moment du passé pour achever leur travail.

## Système de jeu
Serious Sam 3 reprend les codes de ses prédécesseurs, les niveaux étant pour la plupart largement ouverts et nous mettant face à de multiples hordes ennemies. La vie ne se régénère pas automatiquement, mais grâce à des bonus de santé et d'armure dispersés à travers les niveaux. Enfin, tout comme pour ses prédécesseurs, le titre regorge de zones secrètes contenant pour l'écrasante majorité d'entre elles des munitions, de la vie ou de l'armure supplémentaire.
Quelques ennemis font leur première apparition dans cet épisode, tel que le Khnum, le Scrapjack ainsi que les soldats clonés. Le design de certains ennemis a été modifié, c'est par exemple le cas du Gnaar qui se déplace dorénavant sur quatre pattes.
Le titre introduit de nouvelles mécaniques, plus communes aux jeux de tir à la première personne actuels, tel que la possibilité de sprinter ou de viser à la mire, mais aussi l'obligation de recharger avec certaines armes.
Enfin, de nouvelles armes ont été introduites avec cet épisode :
- Masse : il s'agit de la première arme que le joueur obtient dans le jeu.
- SOP38 : pistolet semi-automatique.
- M29 : fusil d'assaut se rapprochant d'un HK416 au niveau de l'apparence. Il remplace le Thompson.
- C-4 : charge explosive jetable.
- A-24 Devastator : fusil automatique tirant des obus explosifs.
- Le mutilateur syrien : un lasso.

## Anecdotes
Outre les DRM Steamworks, afin de lutter contre le piratage, Croteam publia une version incluant un ennemi supplémentaire : un scorpion. Cet ennemi est invincible, extrêmement véloce et peut occasionner de nombreux dégâts au joueur.

## Accueil
La version PC du titre obtient une moyenne de 72 sur Metacritic (sur une base de 53 critiques), le plaçant en dessous des deux premiers épisodes de la série. Si le jeu est apprécié pour son côté fun, il est cependant critiqué pour son manque de variétés et pour sa scénarisation ratée et inutile.
- Destructoid : 8,5/10[9]
- Eurogamer : 7/10[10]
- Game Informer : 7,75/10[11]
- Gamekult : 5/10[12]
- GameSpot : 6/10[13]
- IGN : 7/10[14]
- Jeuxvideo.com : 15/20 (PC)[15] - 14/20 (X360)[16]